# Чулпаниха
 Чулпаниха  — село в Верхнеуслонском районе Татарстана. Входит в состав Соболевского сельского поселения.

## География
Находится в западной части Татарстана на расстоянии приблизительно 37 км на запад-юго-запад от районного центра села Верхний Услон в 1,5 км от реки Свияга.

## История
Известно с 1565—1567 годов как Малая Итякова. Упоминалась также как Чулпаниха-Ключ. Деревня первоначально принадлежала Свияжскому Успенско-Богородицкому монастырю.

## Население
Постоянных жителей было в 1782 году — 192 души мужского пола, в 1859—525, в 1897—735, в 1908—935, в 1920—992, в 1926—958, в 1938—1030, в 1949—503, в 1958—429, в 1970—207, в 1989—184. Постоянное население составляло 128 человек (русские 96 %) в 2002 году, 87 в 2010.